# Spath d'Islande

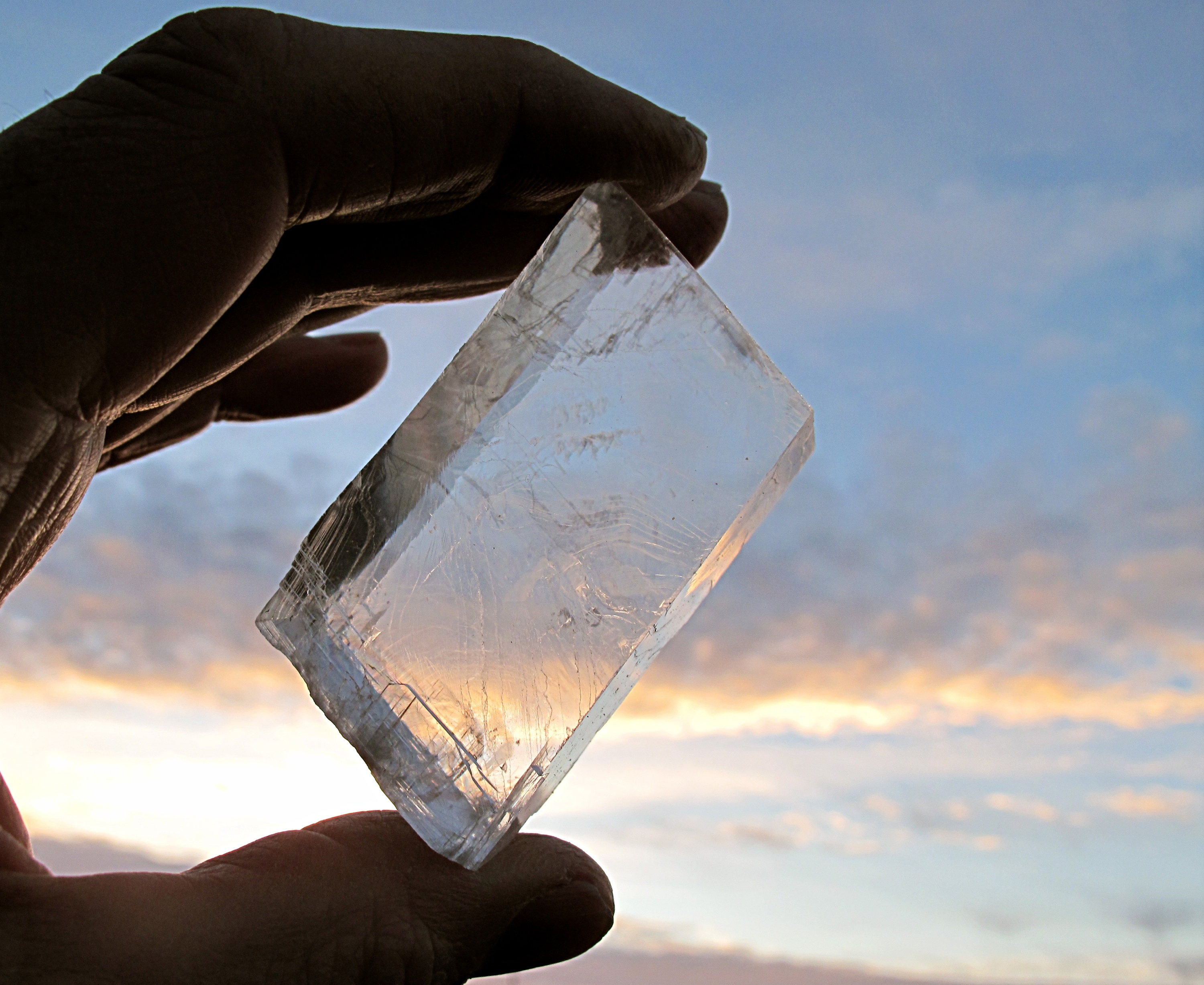
Un spath d'Islande.

Le spath d'Islande est une variété transparente de calcite. Selon l'hypothèse de certains chercheurs, c'est un cristal de ce type qui aurait pu servir de pierre de soleil à des Vikings.
La biréfringence de ce cristal, découverte en 1669 par Rasmus Bartholin, a été étudiée par Christiaan Huygens (1678), Étienne Louis Malus (1810) et William Nicol (1828).